# Малая Лапеница
Малая Лапеница (бел. Мала́я Лапе́ніца) — деревня в Волковысском районе Гродненской области Белоруссии. Располагается на реке Лапа. Входит в состав Волковысского сельсовета.

## История
Деревня известна с начала XVI века. В разное время местность принадлежала роду Клочко, Тризна, со второй половины XVII в. — роду Огинских, в 1796 — Людвику Тышкевичу.
В результате третьего раздела Речи Посполитой (1795) Лапеница оказалась в составе Российской империи, в Волковысском уезде Гродненской губернии. Состоянием на 1836 в городке было 33 двора. На 1914 — 73 дворе. В здешнем храме в 1918—1920 гг. служил священником поэт Иосиф Германович (псевдоним Винцук Отважный), который вел проповеди на белорусском языке.
В соответствии с Рижским мирным договором (1921) Лапеница оказалась в составе межвоенной Польской Республики, в Волковысском повете Белостокского воеводства.
В 1904 году здесь родился известный деятель — Павел Шукайло. Участник подпольного революционного движения в Западной Белоруссии.
В 1939 Лапеница вошла в состав БССР, в Волковысский сельсовет. Сегодня в деревне функционируют средняя школа, дошкольное учреждение, сельский клуб, библиотека.